# Pfarrhaus (Offingen)

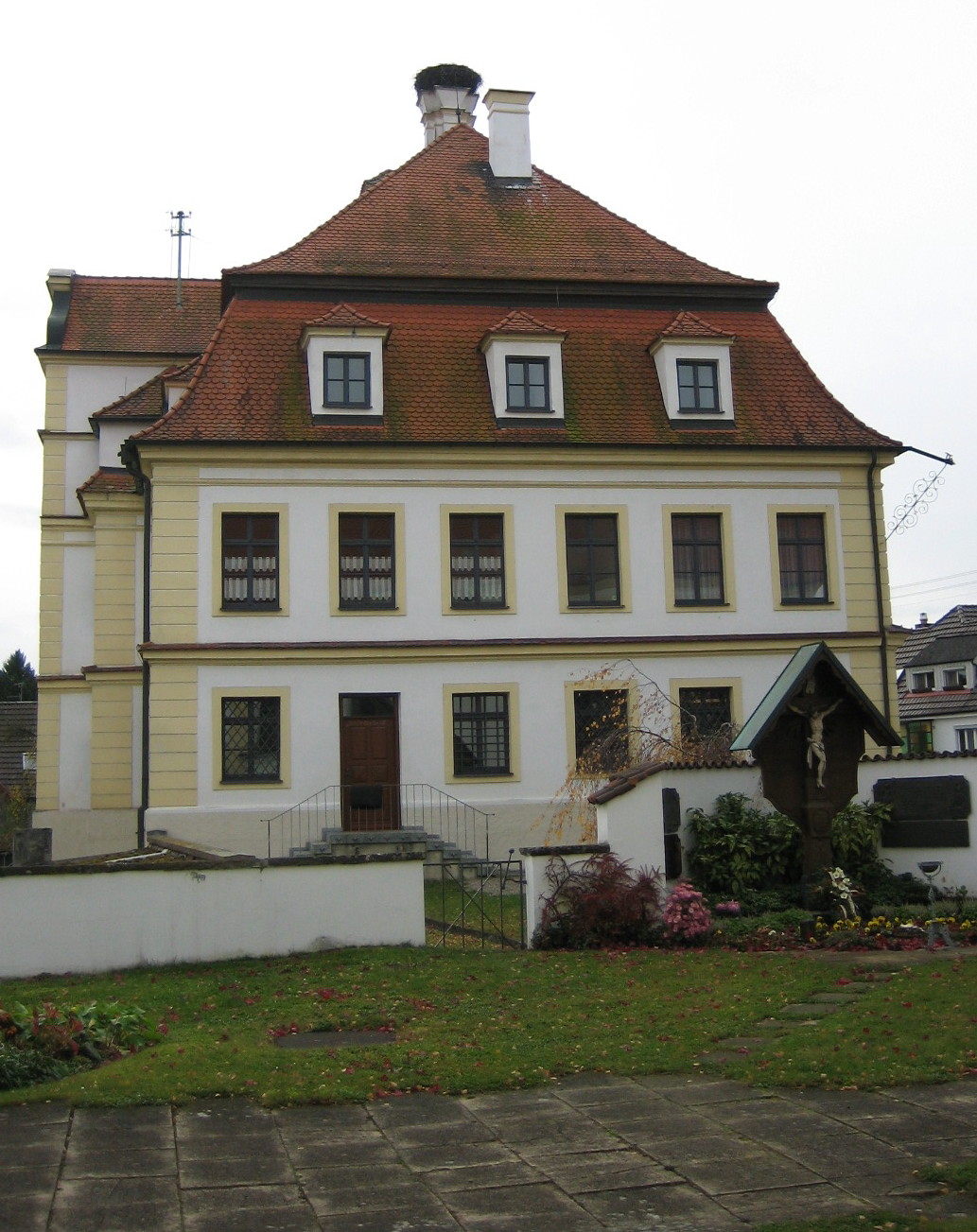
Pfarrhaus in Offingen

Das Pfarrhaus in Offingen, einer Gemeinde im Landkreis Günzburg im bayerischen Regierungsbezirk Schwaben, wurde um 1748 als Schloss Offingen errichtet. Das Pfarrhaus an der Pfarrer-Miller-Straße 6a ist ein geschütztes Baudenkmal.

## Geschichte
Das Schloss wurde von den Freiherren von Freyberg um 1748 erbaut. In dem Gebäude befand sich ursprünglich das Patrimonialgericht. Nach der Mediatisierung der Fürstentümer und der Aufhebung der feudalen Gerichtsbarkeit im Jahr 1848 wechselte das Gebäude mehrfach den Besitzer, bevor es 1879 hälftig in den Besitz der Gemeinde und der Kirchenstiftung kam und als Schule und Pfarrhaus diente. Das Storchennest auf dem heute Pfarrhof genannten Gebäude ist von Störchen besiedelt, die seit einigen Jahren im Nest überwintern.

## Beschreibung
Das ehemalige Schloss der Herren von Freyberg mit Mansardwalmdach besitzt eine Eckquaderung. Eine zweiseitige Freitreppe führt zum schlichten Portal.